# Rodilhan
Rodilhan är en kommun i departementet Gard i regionen Occitanien i södra Frankrike. Kommunen ligger i kantonen La Vistrenque som tillhör arrondissementet Nîmes. År 2022 hade Rodilhan 2 810 invånare.

## Befolkningsutveckling
Antalet invånare i kommunen Rodilhan
Referens:INSEE